# Cine Glória (Rio de Janeiro)
O Cine Glória é uma sala de cinema de rua no bairro da Glória, Zona Sul do Rio de Janeiro. Os filmes exibidos ficam em cartaz de terça a domingo em 4 sessões diárias. É administrado pela Urca Filmes desde setembro de 2007, através de licitação da RioFilme. Inaugurado em 2007, conta com 116 lugares e fica na praça Luís de Camões (antiga praça do Russel), junto do Memorial Getúlio Vargas.

## Arredores
- Estação Glória
- Hotel Glória